# Josef Trattner

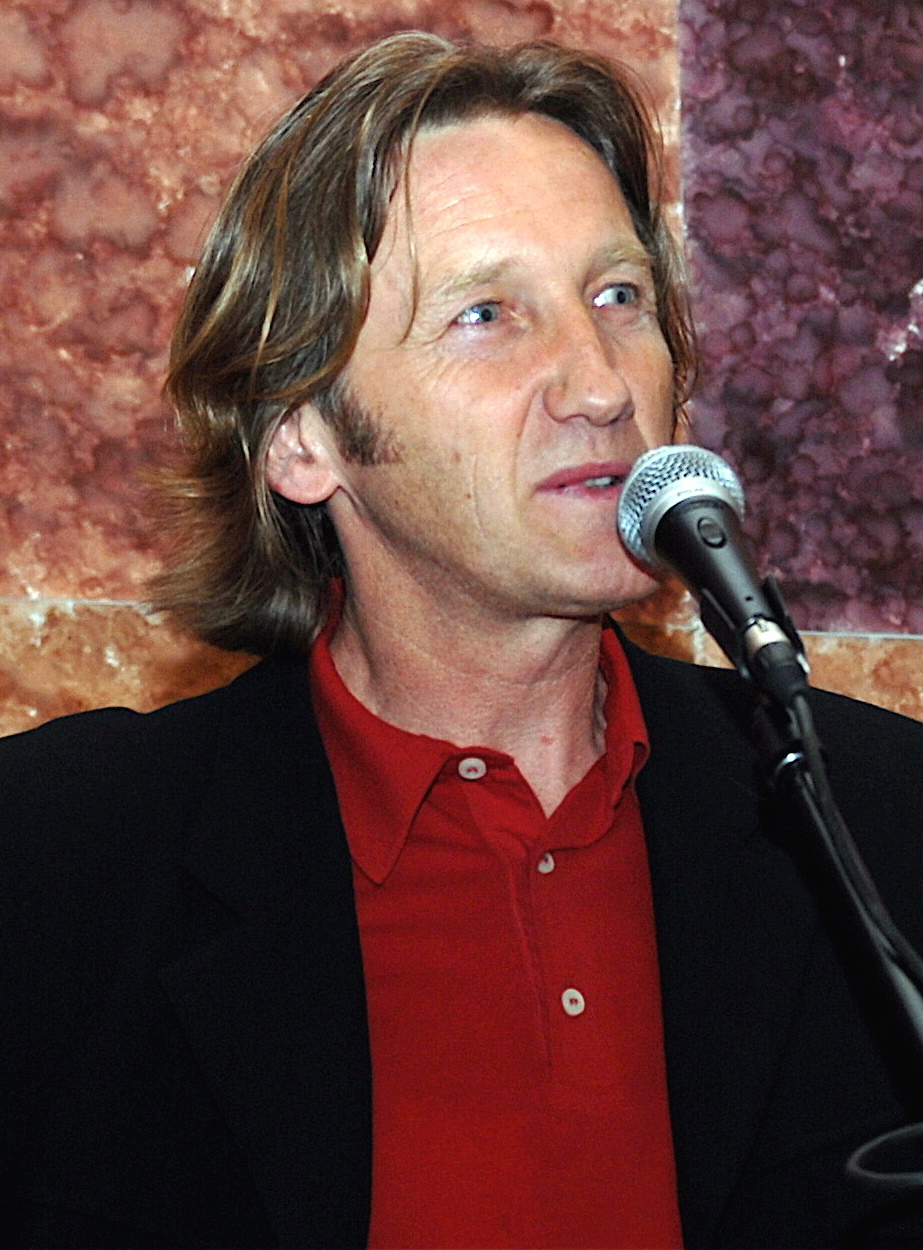
Josef Trattner, 2008

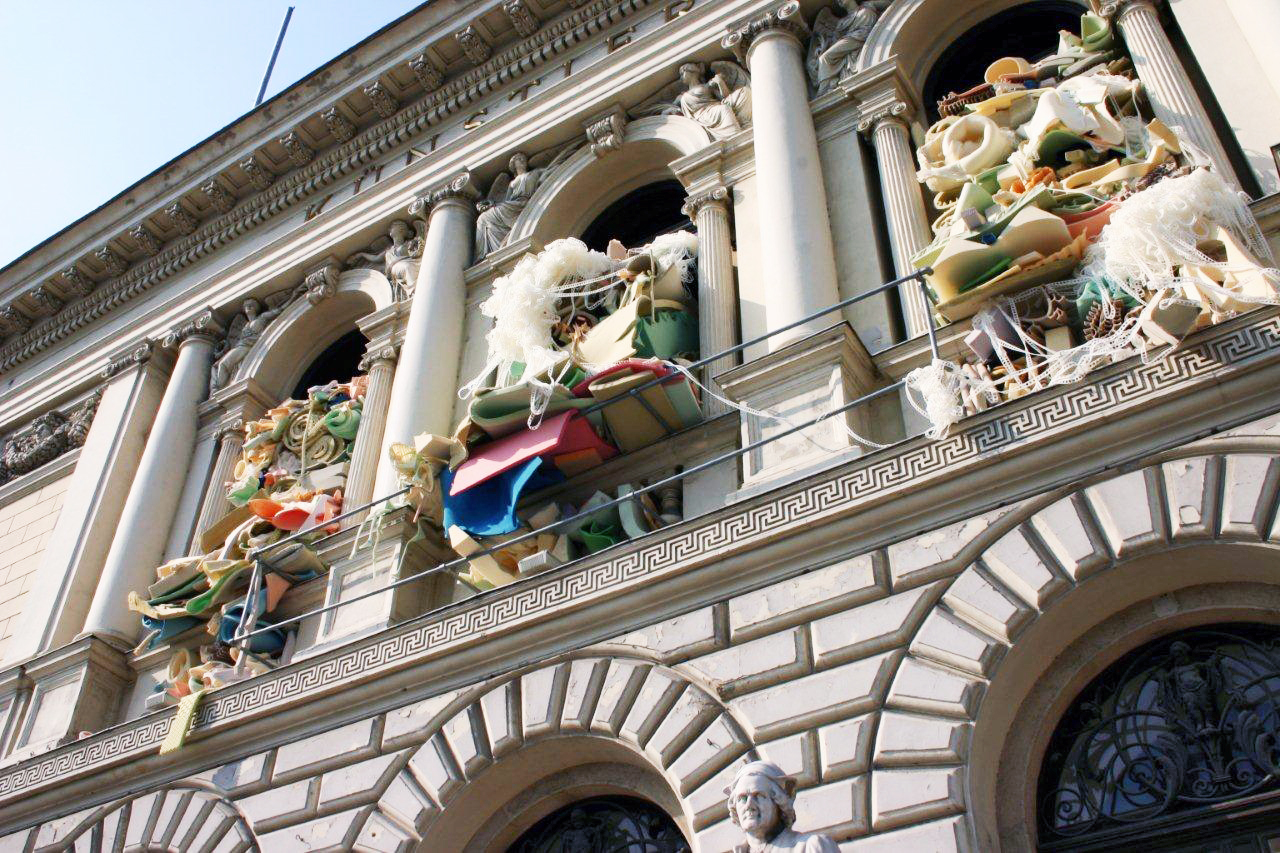
K.05, Ausstellung im Künstlerhaus Wien, 2004

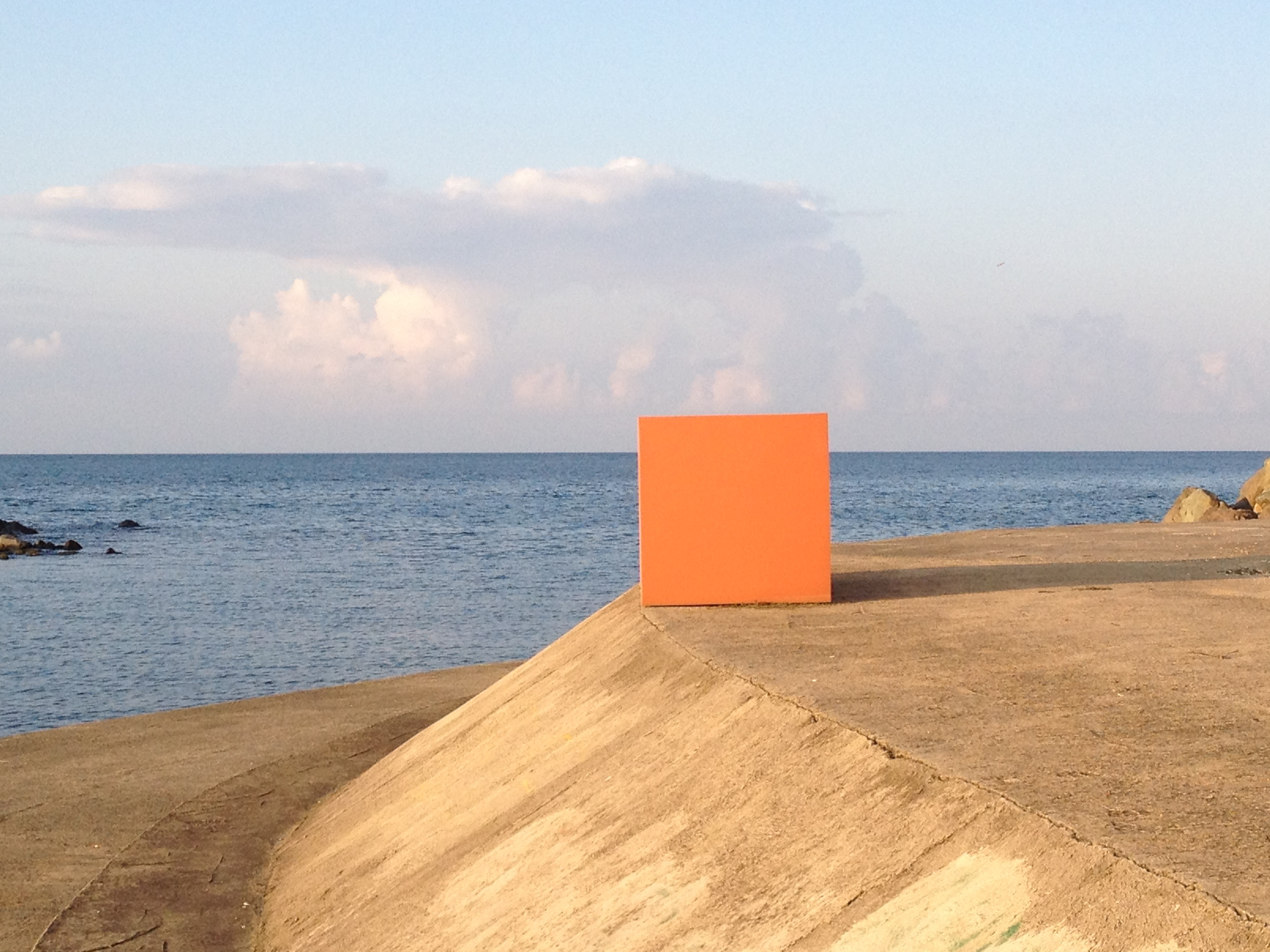
Sofa in Trabzon

Josef Trattner (* 13. März 1955 in Semriach) ist ein österreichischer Künstler. Bekannt wurde er vor allem durch seine Arbeiten mit dem Werkstoff Schaumstoff.

## Leben und Werk
Josef Trattner absolvierte die Akademie der bildenden Künste in Wien, wo er in den Jahren 1996 bis 2008 auch eine Lehrtätigkeit ausübte. Trattner betätigt sich in unterschiedlichen Disziplinen der Kunst: Sein Werk umfasst Skulpturen, Performances, Aktionen, Fotografie, Videos und Literatur.
Seit 1990 realisiert Trattner unter Verwendung des Werkstoffs Schaumstoff Projekte im öffentlichen Raum. Auf eine Schaumstoff-Performance von Josef Trattner geht auch die Möblierung des Hofs des Wiener MuseumsQuartiers (MQ) zurück: Im Sommer 2002 entwarf Trattner für das Areal im Wiener MuseumsQuartier riesige Schaumstoffkuben, die im Rahmen einer temporären Installation von den Besuchern begeistert genutzt wurden. Die Geschäftsführung der MuseumsQuartier Errichtungs- und Betriebsgesellschaft (MQ E+B) lud daraufhin zu einer Ideenfindung für dauerhafte Sitzmöbel für die MQ-Höfe ein. Sieger wurde das Architektenteam PPAG mit seinem Hofmöbel „Enzi“.
Seit dem Jahr 2000 setzt sich Josef Trattner künstlerisch mit den Farben des Weins auseinander. Nach einer Ausstellung mit 100 Weinbildern im Wiener Künstlerhaus im Jahr 2005 folgten weitere Ausstellungen und Performances mit Weinartefakten in Österreich, der Schweiz und im italienischen Piemont. Bei der 8. Shanghai Biennale in der Zeit vom 23. Oktober 2010 bis 23. Jänner 2011 war Trattner als österreichischer Vertreter mit 100 Weinbildern vertreten.
Seit 2004 widmet sich Josef Trattner seinen „Europäischen Sofafahrten“. Ein wesentliches Merkmal von Trattners Arbeiten ist die Überlagerung von kunstimmanenten Aspekten (dazu zählen unter anderem das Verhältnis von Materialität, Form und Farbe zum Innenraum und Außenraum) mit gesellschaftlichen Fragestellungen. Seine ephemeren, nach Veränderung durch Publikum und Wettereinflüsse sich wieder in Nichts auflösenden Inszenierungen in Natur- und Stadträumen sind immer auch soziale Versuchsanordnungen, denen ein selbstreflexives und kritisches Potenzial eingeschrieben ist.
Eine Reihe von künstlerischen Projekten setzte Trattner im Zusammenwirken mit anderen Disziplinen der Kunst um. Kooperationen gab es mit Musikern, Literaten, Architekten und Fotografen. Josef Trattner lebt und arbeitet in Wien sowie im Weinviertel. Er ist Mitglied der Wiener Secession.

## Auszeichnungen
- 1988: Förderungspreis des Landes Salzburg[1]
- 1989: Österreichischer Kunstförderungspreis für Bildende Kunst[1]
- 1991: Förderungspreis der Stadt Wien[1]
- 1992: Förderungspreis des Landes Steiermark für Bildende Kunst (Ankaufspreis)[1]
- 2004: Viktor-Fogarassy-Preis[1]
- 2025: Goldenes Ehrenzeichen für Verdienste um das Bundesland Niederösterreich[11]

## Kunst im öffentlichen Raum
- 1988: Stempelbrunnen auf dem Bruno-Pittermann-Platz, 1120 Wien[2]
- 1989: Installation beim Bundesschulzentrum Bergheidengasse 7–19, 1130 Wien[2]
- 1989: Skulpturengruppe S beim Bundesrealgymnasium in Krems an der Donau[2]
- 1998: Installation im Hof des Bezirksgerichts Radkersburg[12]

## Einzelausstellungen, Aktionen und Projekte (Auswahl)
- 1987: Theseustempel, Akademie der bildenden Künste Wien (Katalog: Skulpturen, Josef Trattner, mit einem Vorwort von Edelbert Köb)
- 1988: Neue Galerie – Studio, Steirischer Herbst '88, Graz (Katalog: Stempel 1988, mit einem Vorwort von Edelbert Köb)
- 1989: Traklhaus, Salzburg (Katalog)
- 1989: Galerie der Wiener Secession, Wien (Katalog: Josef Trattner, mit Beiträgen von Otto Kapfinger und Aleksandar Urosevic)
- 1991: Galerie Posthof, Linz
- 1992: Österreichische Galerie, Gustinus-Ambrosi-Museum, Wien (Katalog, mit Beiträgen von Tobias G. Natter, Wolfgang Pauser)
- 1992: Galerie A4, Wels
- 1993: Raum Akut, Kunstforum Hallein, Hallein
- 1995: In foam, Galerie Menotti, Baden bei Wien
- 1995: Projekt Barock in progress, Schloss Eckartsau (Katalog, mit Beiträgen von Anita Aigner, Rainer Fuchs, Otto Kapfinger, Ulrich Mellitzer, Burghart Schmidt und Birgit Schwaner)
- 1997: Sitzen in Steyr, Kunsthalle tmp Steyr
- 1998: Projekt Kunstlandschaft, Ehrwald
- 1999: Projekt Anlauf, Ansitz, Anstand, St. Pölten (mit Walter M. Chramosta; Katalog)
- 1999: Josef Trattner: Block Out, MAK, Wien (Katalog, mit Beiträgen von Martina Kandeler-Fritsch, Peter Noever, Burghart Schmidt)
- 2002: Projekt Möblierung, MuseumsQuartier, Wien
- 2003: Projekt Metasofa Graz 2003, Kulturhauptstadt Europas 2003, Graz
- 2004: K.05, Künstlerhaus Wien
- 2005: Schaum, Performance und Installation, Serviceplan, München
- 2005: Schaum, Installation, programangels, mit Tommy Schmidt, München
- 2005: Galerie der Stadt Wels, im Medien Kultur Haus, mit Kurt Stadler, Wels
- 2005: Wein Farbe Rot, Installation, Performance Blind Taste (Musik-Komposition: „rouge de rouge“ von  Karlheinz Essl), Künstlerhaus Wien
- 2006: Leibnitz, (blind taste), Galerie Marenzi, Leibnitz
- 2008: Colore (di) vino Piemonte, Installation, Performance, Künstlerhaus Wien
- 2009: T. Jazz, Installation, Husarentempel, Mödling bei Wien
- 2010/11: Blind Taste, Ausstellung im Rahmen der 8. Shanghai Biennale
- 2012: Divan – Rumänische Sofafahrten
- 2013: Sofa – Polnische Sofafahrten
- 2014: Divan – Türkische Sofafahrten
- 2015: Divan – Bulgarische Sofafahrten
- 2018: Moldauer Sofafahrten
- 2019: Donau-Sofafahrt, Installation, Kunsthalle Krems, Dominikanerkirche Krems
- 2020: „inside out“, Installation, Friedrich und Lillian Kiesler Stiftung Wien

## Filmographie (Auswahl)
- 2013: Sofa. Polnische Sofafahrten, Music Medley, Min: 11:27
- 2013: Neapolitanische Sofafahrten, (Go Pro), Min: 1:13
- 2014: Divan. Türkische Sofafahrten Music Medley, Min: 8:47
- 2014: Istanbul. „Versuch einer Collage“ Divan Türkische Sofafahrten, Min: 19:38
- 2015: Divan. Bulgarische Sofafahrten, Music Medley, Min: 8:22
- 2016: Donausofafahrten, Music Medley, Min: 29:54
- 2016: Donausofafahrten. Collage, Min: 22:36
- 2019: Donausofafahrt, Installation Dominikanerkirche Krems, Kunsthalle Krems, Music Medley, Min: 29:54
- 2019: Donausofafahrt, Installation Dominikanerkirche Krems, Kunsthalle Krems, Performance mit Franz Hautzinger, Isabelle Duthoit, Burkhard Stangl, Angélica Castelló und Cordula Bösze, Min: 19:11
- 2019: Donausofafahrt, Installation Dominikanerkirche Krems, Kunsthalle Krems, Performance mit Angelika Sheridan, Carl Ludwig Hübsch und Harald Kimmig, Min: 40:22
- 2019: Donausofafahrt, Installation Dominikanerkirche Krems, Kunsthalle Krems, Performance mit den Sofa Surfers und Philipp Hochmair, Min: 18:15
- 2020: „Inside out“ Friedrich und Lillian Kiesler Stiftung Wien, Min: 20:59

## Eigene Publikationen
- Skulpturen 1986/87. Akademie der bildenden Künste, Wien 1987
- Stempel 1988. Ausstellungskatalog, Neue Galerie am Landesmuseum Joanneum, Graz 1988
- Sculpturen 1988/89. Ausstellungskatalog, Wiener Secession, Wien 1989
- Malereien, Skulpturen. (gemeinsam mit Wolfgang Pavlik), Ausstellungskatalog, Haus Wittgenstein, Wien 1990
- Drei. scultori viennesi. (gemeinsam mit Josef Dabernig und Edelbert Köb), Edizioni 57, Sala 1, Rom 1992
- Volume. Ausstellungskatalog, Österreichische Galerie, Oberes Belvedere, Wien 1992
- Barock in Progress. Eigenverlag, Wien 1996, ISBN 3-901736-00-X.
- Performance in Foam. Ausstellungskatalog, 4 Rooms,  Wien 1996
- Block out. Ausstellungskatalog, MAK, Wien 1999, ISBN 3-900688-44-3.
- foam. 5 Projekte im öffentlichen Raum. Edition Selene, Wien 2004, ISBN 3-85266-257-5.
- K.05. Ausstellungskatalog, Künstlerhaus, Wien 2004, ISBN 3-200-00149-6.
- Wein Farbe Rot. Christian Brandstätter Verlag, Wien 2006, ISBN 3-902510-33-1.
- Kremsmünster 2009. Ausstellungskatalog, Kulturverein Ausserdem, Kremsmünster 2009
- sofa. Europäische Sofafahrten. Edition Schlebrügge, Wien 2010, ISBN 978-3-85160-179-4.
- Divan. Rumänische Sofafahrten. Edition Schlebrügge, Wien 2012, ISBN 978-3-902833-32-7.
- Sofa. Polnische Sofafahrten. Edition Schlebrügge, Wien 2014, ISBN 978-3-902833-54-9.
- Divan, Türkische Sofafahrten. Edition Schlebrügge, Wien 2015, ISBN 978-3-902833-82-2.
- Divan. Bulgarische Sofafahrten. Edition Schlebrügge, Wien 2017, ISBN 978-3-903172-04-3.
- Donau, Dunaj, Duna, Dunav, Dunav, Dunărea, Danube. Sofa Journeys, Edition Schlebrügge, Wien 2019 ISBN 978-3-903172-17-3.
- Donau-Sofafahrt Krems. Dominikanerkirche – Danube Sofa Journey Krems. The Dominican Church, Edition Schlebrügge, Wien 2020, ISBN 978-3-903172-46-3.
- Moldauer Sofafahrten – Moldova Sofa Journeys, Edition Schlebrügge, Wien 2020, ISBN 978-3-903172-40-1.